# العارضة (المعافر)
قرية العارضة هي إحدى القرى التابعة لمديرية المعافر في محافظة تعز، جنوب غرب اليمن. تُعد من القرى الجبلية ذات الطبيعة الخلابة، وتتميز بتضاريسها المرتفعة ومدرجاتها الزراعية الخضراء. ، بلغ تعداد سكانها 1715 نسمة حسب التعداد السكاني في اليمن في 2004.

## الجغرافيا
تقع قرية العارضة على سلسلة جبلية ضمن المرتفعات الغربية لليمن، وتحيط بها جبال شاهقة تغطيها الأشجار الطبيعية مثل السدر والطلح، إضافة إلى مزارع البن اليمني واللوز.

## الزراعة
يعتمد سكان القرية على الزراعة كمصدر رئيسي للدخل، حيث تشتهر المنطقة بزراعة المحاصيل الموسمية والحبوب، باستخدام تقنيات زراعية تقليدية تعود لمئات السنين، خصوصًا عبر نظام المدرجات الزراعية.

## المعمار
تعكس مباني القرية الطابع المعماري اليمني القديم، المبني من الحجر المحلي. وتنتشر في القرية منازل تعود لعقود طويلة، ما يجعلها مثالًا حيًا للتراث المعماري الريفي.

## المناخ
تتمتع العارضة بمناخ معتدل طوال العام، حيث تنخفض درجات الحرارة في فصل الشتاء، وتتساقط الأمطار في مواسم محددة، مما يسهم في تعزيز الغطاء النباتي الطبيعي.

## السكان والعادات
يُعرف سكان القرية بالتمسك بالعادات والتقاليد اليمنية، ويتميزون بالضيافة والكرم، وتُقام في القرية فعاليات اجتماعية ومناسبات تراثية في الأعياد والمواسم الزراعية.

## معرض صور

قرية العارضة في فصل الربيع، تصوير: Bilal Alshihabi